# Врпоље (Шибеник)
Врпоље је насељено мјесто у саставу града Шибеника, Шибенско-книнска жупанија, Република Хрватска.

## Географија
Врпоље се налази око 12 км југоисточно од Шибеника.

## Историја
До територијалне реорганизације у Хрватској налазило се у саставу старе општине Шибеник.

## Становништво
На попису становништва 2011. године, Врпоље је имало 776 становника.
| Број становника по пописима | Број становника по пописима | Број становника по пописима | Број становника по пописима | Број становника по пописима | Број становника по пописима | Број становника по пописима | Број становника по пописима | Број становника по пописима | Број становника по пописима | Број становника по пописима | Број становника по пописима | Број становника по пописима | Број становника по пописима | Број становника по пописима | Број становника по пописима |
| --------------------------- | --------------------------- | --------------------------- | --------------------------- | --------------------------- | --------------------------- | --------------------------- | --------------------------- | --------------------------- | --------------------------- | --------------------------- | --------------------------- | --------------------------- | --------------------------- | --------------------------- | --------------------------- |
| 1857                        | 1869                        | 1880                        | 1890                        | 1900                        | 1910                        | 1921                        | 1931                        | 1948                        | 1953                        | 1961                        | 1971                        | 1981                        | 1991                        | 2001                        | 2011                        |
| 401                         | 369                         | 410                         | 429                         | 423                         | 572                         | 640                         | 815                         | 718                         | 798                         | 846                         | 789                         | 680                         | 800                         | 810                         | 776                         |

Напомена: До 1948. исказивано под именом Врпоље, а од 1953. до 1971. Врпоље Приморско.

### Попис 1991.
На попису становништва 1991. године, насељено место Врпоље је имало 800 становника, следећег националног састава:
| Попис 1991.‍  | Попис 1991.‍  | Попис 1991.‍ | Попис 1991.‍ | Попис 1991.‍ |
| ------------ | ------------ | ----------- | ----------- | ----------- |
|              |              |             |             |             |
| Хрвати       | Хрвати       |             | 781         | 97,62%      |
| Муслимани    | Муслимани    |             | 9           | 1,12%       |
| Срби         | Срби         |             | 2           | 0,25%       |
| Македонци    | Македонци    |             | 1           | 0,12%       |
| Црногорци    | Црногорци    |             | 1           | 0,12%       |
| неопредељени | неопредељени |             | 1           | 0,12%       |
| непознато    | непознато    |             | 5           | 0,62%       |
| укупно: 800  |              |             |             |             |